# Катастрофа Bell 407 под Листвянкой
Катастрофа Bell 407 под Листвянкой — авиационная катастрофа, произошедшая 10 мая 2009 года. Выполняя полёт над окрестностями Байкала, вертолёт Bell 407 с четырьмя людьми на борту потерпел крушение в 18 км от посёлка Листвянка в районе урочища Малышкино. Катастрофа произошла 00:13 (UTC+8). Информация о происшествии поступила в Центр МЧС по Иркутской области только в 13.30 (UTC+8). По данным Восточно-Сибирского следственного комитета прокуратуры, полет не был согласован с диспетчерской службой Иркутского аэропорта. Поисково-спасательный вертолёт смог приземлиться только в 2 км от места катастрофы. Для дальнейшего расследования сотрудники МЧС вырубили вертолётную площадку на месте происшествия, где последующие три дня велись экспертные работы, после чего обломки вертолёта были доставлены в аэропорт Иркутска для дальнейшего исследования. 18 мая была завершена работа по выкладке сохранившихся фрагментов вертолёта и двигателя.

## Основные сведения
На борту вертолёта находились: губернатор Иркутской области Игорь Есиповский, первый заместитель председателя Правительства Иркутской области Михаил Штонда, сотрудник ВОХР Александр Шостак (телохранитель) и пилот Виктор Кунов.
По сообщению председателя Правительства Иркутской области Сергея Сокола, в ходе рабочей поездки губернатор намеревался осмотреть побережье Байкала в районе Большого Голоустного, где планируется создать особую экономическую зону.
Существует предположение, что губернатор и его спутники летели на охоту. Поскольку в данное время года разрешена охота только на уток, предполагается, что губернатор мог использовать вертолет для выслеживания медведей и последующей нелегальной охоты. Именно это объясняет то, что полёт не был согласован с наземными службами. Данную версию полностью опровергает Администрация Иркутской области. Тем не менее 14 мая на месте крушения были найдены 3 карабина предположительно марки «Тигр» и магазин патронов калибра 7,62 мм. Кроме того, 19 мая ряд СМИ сообщили о том, что в окрестностях места катастрофы найдена туша медведя, якобы подстреленная с вертолёта. Однако Байкальский поисково-спасательный отряд МЧС опроверг эту информацию.
По факту крушения вертолета возбуждено уголовное дело по статье 263, ч. 3 УК РФ — «Нарушение правил безопасности движения и эксплуатации воздушного транспорта, повлёкшее по неосторожности смерть двух или более лиц». Расследование ведёт Восточно-Сибирское управление на транспорте Следственного комитета прокуратуры РФ. Создана специальная комиссия МАК, в состав которой входят представители Росавиации, Росаэронавигации, Ространснадзора и других ведомств, а также канадские представители разработчика вертолёта и двигателя, прибывшие в Иркутск 14 мая. Курирует расследование министр транспорта РФ Игорь Левитин.
По решению Законодательного собрания Иркутской области 12 мая 2009 года объявлено днём траура.

## Информация о воздушном судне[7]
По данным начальника вертолетной базы, к которой была приписана машина, вертолет приобрели за два дня до аварии, и он находился в личном пользовании Есиповского. До этого борт проходил техническое обслуживание в Германии.
По сообщению пресс-службы Минтранса, вертолёт принадлежал жителю Московской области.
Свидетельство о регистрации гражданского воздушного судна № 5951 от 05 марта 2009 года, выданное ФАВТ. Регистрационный номер свидетельства 0010333. Сертификат летной годности воздушного судна за № 2021090216 от 06 мая 2009 года. Сертификат типа воздушного судна № СТ 171- Bell-407 от 24.05.1999 года.
| Тип ВС         | Bell 407                                     |
| Изготовитель   | Bell Helicopter Textron Canada, Ltd          |
| Серийный номер | 53691                                        |
| Бортовой номер | RA-01895, ОПР/АОН                            |
| Собственник    | Физическое лицо: Шмаков Сергей Александрович |

## Версии произошедшего
Изначально следствие рассматривало три версии:
- человеческий фактор (ошибка пилотирования)
- техническая неисправность воздушного судна
- метеоусловия

Вскоре после крушения первый заместитель губернатора Сергей Сокол заявил журналистам, что вертолёт был новый, в хорошем состоянии и официально зарегистрирован. Вертолёт принадлежал частному лицу и использовался Администрацией Иркутской области по договорённости на коммерческой основе. В обломках вертолёта комиссия обнаружила электронный блок системы управления двигателем, который фиксирует информацию о его работе. Было установлено, что отказов в работе систем вертолета и двигателя до аварии не было.
Комиссия установила, что в день катастрофы были вполне подходящие метеоусловия для полёта, несмотря на небольшой шторм в районе Байкала: ветер 310—330° 5-7 м/с, видимость 10 км, облачность 2 октанта кучево-дождевая, нижняя граница 600 метров, температура +8 °C.
По свидетельству очевидцев, вертолёт летел слишком низко над землей и, задев деревья, взорвался в воздухе. Такой же вывод сделала комиссия МАК, заявив, что вертолёт задел дерево высотой до 25 м. Эксперты фирм «Bell Helicopter A Textron Company» и «Rolls-Royce» видимых признаков отказа авиационной техники в полете не установили. Анализы проб топлива из емкостей с места заправки вертолета и из емкостей топливозаправочного комплекса аэропорта Иркутск, по данным МАК, показали его кондиционность.
Изначально в вертолёте должны были лететь 5 человек, однако второй пилот решил отказаться от полета, так как он не был согласован с наземными службами. Тем не менее полёт был осуществлен, несмотря на то, что для управления данным типом ВС обязательно требуется два пилота.